# فلاح شوكت النائب
فلاح شوكت النائب، طبيب عراقي، ولد في بغداد عام 1361 هـ/ 1942م وبعد انهاءه لتعليمهِ الأولي في مدارس بغداد إلتحق بكلية الطب في جامعة بغداد عام 1966م، وكان من الطلبة المتفوقين الأوائل، وبعد تخرجهِ في عام 1969م خدم في الجيش العراقي كطبيب احتياط في ناحية المشخاب، وفي عام 1970-1971 عين في منصب طبيب مقيم أقدم في قسم الجراحة العامة في مدينة الطب تحت إشراف الاساتذة: الطبيب عزيز شكري والطبيب حسين طالب والطبيب علي الرماح وفي نهاية عام 1971م سافر للدراسة في كلية الطب في بريطانيا وقد استطاع أن يحصل على شهادة FRCS من انكلترا في عام 1974م، وكان طبيباً ماهراً، ثم عاد إلى العراق في عام 1976م ضمن قانون الكفاءات وعين في محافظة الديوانية حيث مارس مهنة الطب باختصاص الجراحة العامة وجراحة الجملة العصبية حتى عام 1976، وعمل كجراح اختصاصي لفترة طويلة تمتد إلى ثلاثة عقود، وأحيل على التقاعد بعد عام 2004م، ونتيجة لسوء أحوال البلد بعد الغزو الأمريكي للعراق سافر إلى الأردن، واستقر في الأردن بمدينة عمان حتى وفاته.

## إنجازاته ومؤلفاته
شارك في العديدِ من المؤتمرات الطبية التي أقيمت في العراق والوطن العربي، ولهُ مؤلفات علمية وبحوث منشورة في مختلف الدوريات العلمية العراقية والعالمية.

## وفاته
توفي الدكتور فلاح شوكت في عمان في شهر نيسان عام 1440هـ/2019م.